# Tuftování

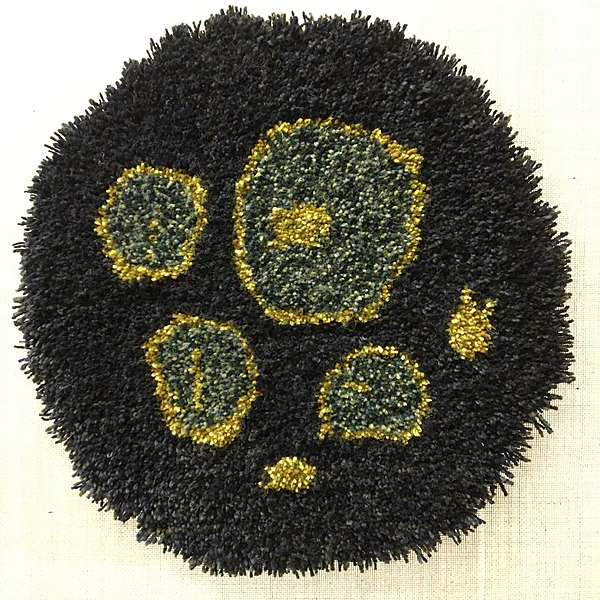
Lícní strana ručně tuftované tkaniny

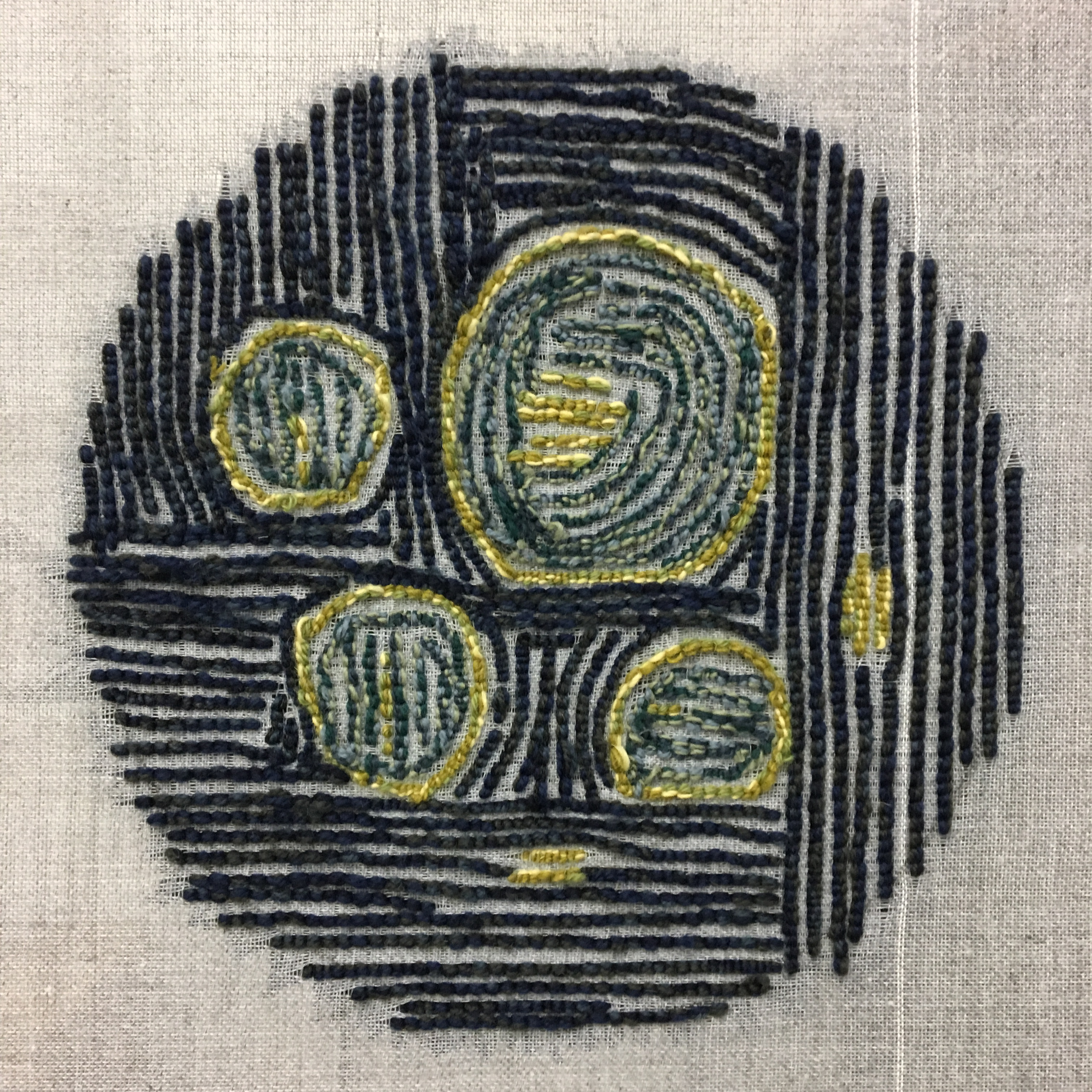
Rubní strana této tkaniny

Tuftování (česky také: ruční všívání) je prošívání plošné textilie jednotlivými nitěmi za pomocí ručních nástrojů.

## Historie tuftování
Za nejstarší známý exemplář všívané textilie je považován vlasový koberec z 5. století před n. l. nalezený v jihosibiřském Pazyryku. První mechanické zařízení na všívání vzniklo ve 30. letech v USA z upraveného šicího stroje (Singer model 31-15) s přídavnými nůžkami. Na tomto principu se později vyvinuly stroje ke všívání několika tisíc nití naráz, na kterých se v 21. století ve světě vyrábí až 80 % koberců. Ke zdokonalení všívání jednotlivých nití přispěly (přenosné) všívací pistole, které se začaly hromadně používat asi od roku 2000. Přibližně od stejného data se nabízejí namísto dosud jen řemeslně vyráběných jednotlivých exemplářů také větší partie z téměř sériové výroby. Výnos z celosvětového prodeje ručně tuftovaných koberců měl v roce 2022 dosáhnout (podle nepotvrzených informací) 27 miliard USD.

## Vlastnosti a použití ručně tuftovaných výrobků
Výrobky mají plyšový povrch podobně jako jiné vlasové textilie (vázané a strojově všívané koberce, žinylkové tkaniny aj). Ve srovnání s nimi jsou některé vlastnosti výrobků tuftovaných s jednou nití (tvar, velikost a vzorování) téměř neomezeně a rychle měnitelné.
V 21. století se ručně tuftují zejména menší koberce a předložky, nástěnné koberce a nábytkové potahy. Profesionální výroba je organizována jako řemeslo, unikáty vznikají jako umělecké řemeslo nebo amatérským způsobem.

## Technologie výroby
Obvyklý průběh výroby ručně tuftovaných textilií:
- Vzorování – zakreslené na podkladový papír, nebo ve formě přenesení obrazu pomocí dataprojektoru =>
- Výběr materiálu – materiálové složení, barvy přízí a druh nosné tkaniny[8]  =>
- Tuftování – uchycení nosné tkaniny v tuftovacím rámu, zanášení nití (z rubní strany) do tkaniny, fixace polohy nití laminováním rubu tkaniny =>
- Postřihování – vyrovnávání povrchu s pomocí speciálních nástrojů určených k povrchovým úpravám koberců[9] =>
- Finální úprava – nosná tkanina se přistřihuje podle konečného tvaru,  kraje se spojují s rubem, na který se přilepuje podkladová tkanina[10]

### Tuftovací pistole
Vlastní pracovní ústrojí pistole sestává ze dvou jehel nad sebou. Hořejší, vnější jehla (polodutina s drážkou) vpichuje otvor do tkaniny a vrací se, zatímco vnitřní jehla pohybující se v drážce vnější jehly zanáší do otvoru nit a tvoří na lícní straně tkaniny smyčku. V případě tuftování se stříhanými smyčkami jsou na místě vnitřní jehly nůžky.
Tufrovací pistole se staví 
- většinou s elektrickým pohonem s délkou vpichu jehly do 20 mm a rychlostí do 45 vpichů za vteřinu.[11]
- s pneumatickým pohonem – pro tufting s dlouhým vlasem (Shag) vpich 18-70 mm, rychlost 110 vpichů za minutu[12]
- s pohonem na kličku – vpich do 11 mm, rychlost až 200 vpichů za minutu[13]

## Odolnost a trvalnivost tuftovaných koberců
Odolnost ručně tuftovaných koberců se odvíjí od použité metody tuftování. Existují dvě hlavní techniky, které jsou střižná (řezaná) a smyčková.  Smyčková metoda je obecně odolnější. U této techniky jsou nitě vtaženy do podkladového materiálu a tvoří smyčky, které zůstávají uzavřené. Tato uzavřená struktura pomáhá zabránit třepení vláken, což zvyšuje odolnost koberce proti opotřebení.
Na druhé straně, střižná metoda zahrnuje stříhání těchto smyček, čímž se vytvoří volné konce vláken. Tyto otevřené konce vláken jsou náchylnější k třepení, což může vést k rychlejšímu opotřebení koberce. Tento efekt je způsoben tím, že otevřená vlákna jsou více vystavena mechanickému namáhání a vnějším vlivům, což snižuje celkovou odolnost koberce.

## Galerie ručního tuftování

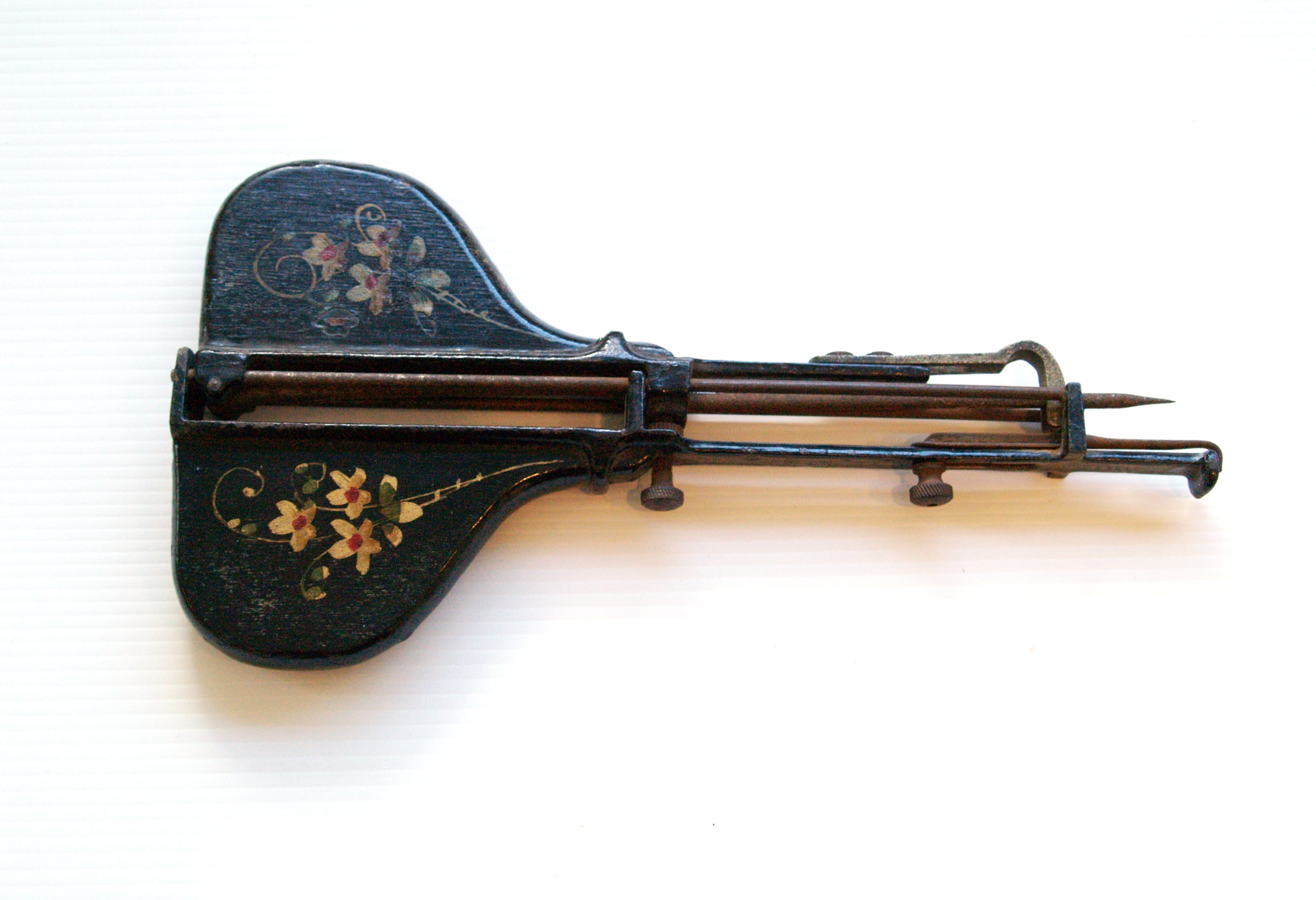
Předchůdce tuftovací pistole (přístroj na „hákování“ podle patentu z roku 1886)
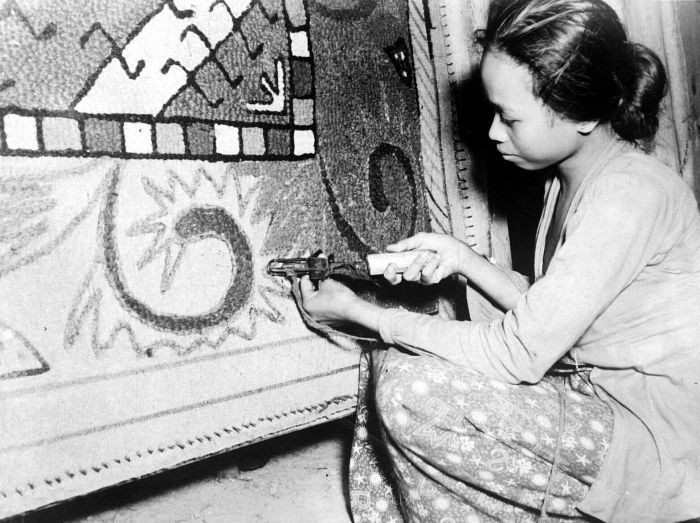
Práce s ručním tuftovacím přístrojem (Indonésie 1947)
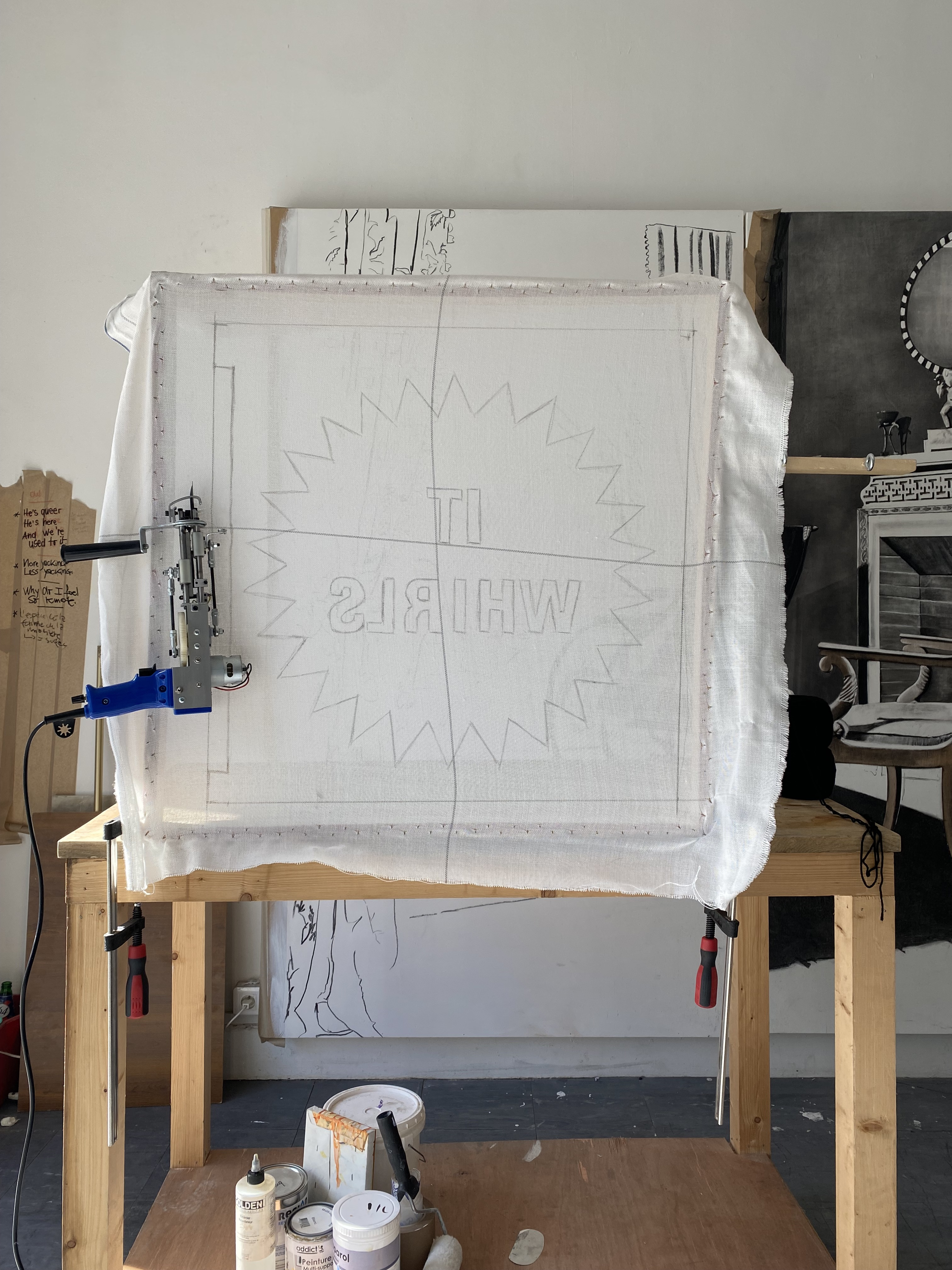
Tuftovací rám s elektrickou pistolí
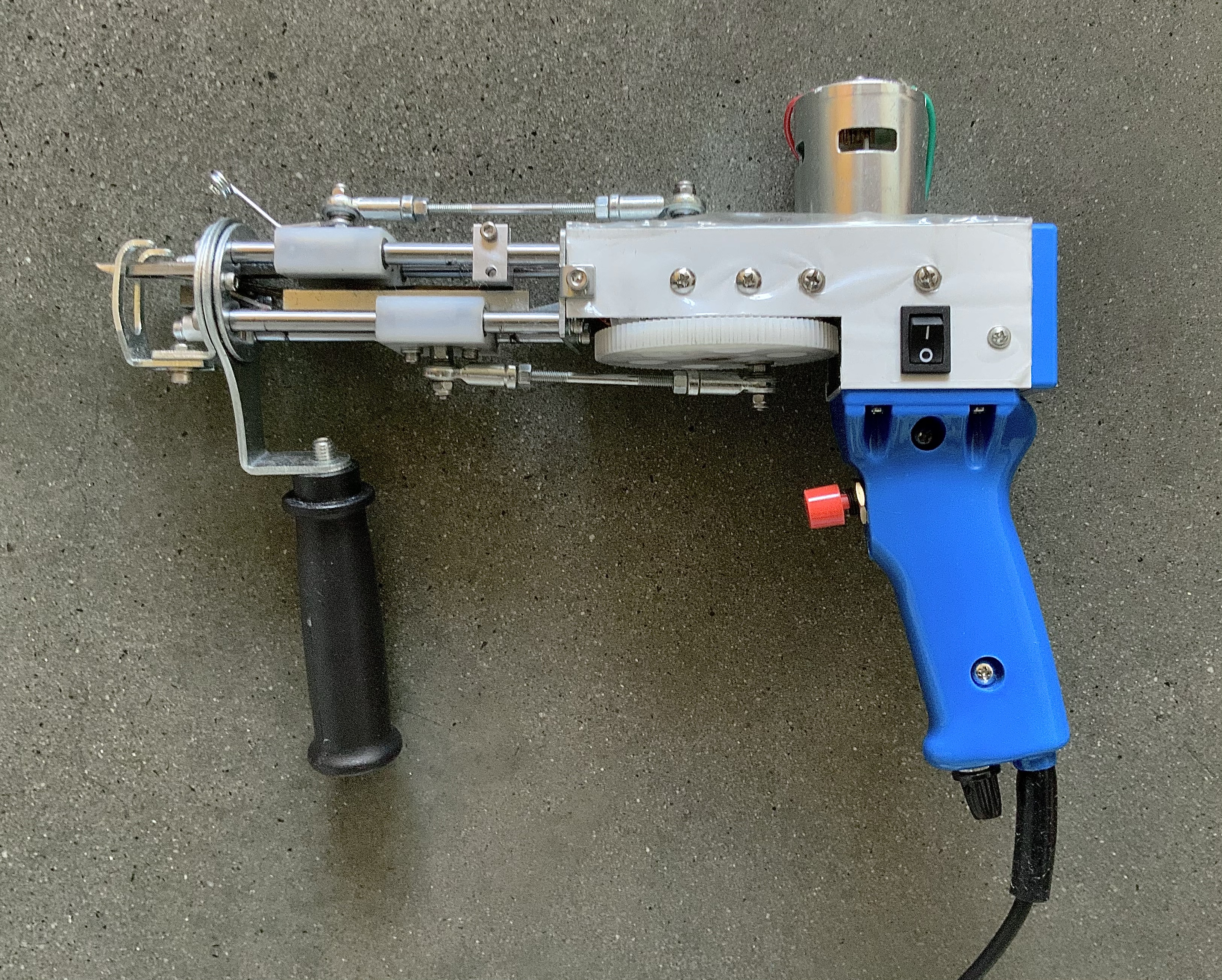
Elektrická tuftovací pistole na řezaný vlas
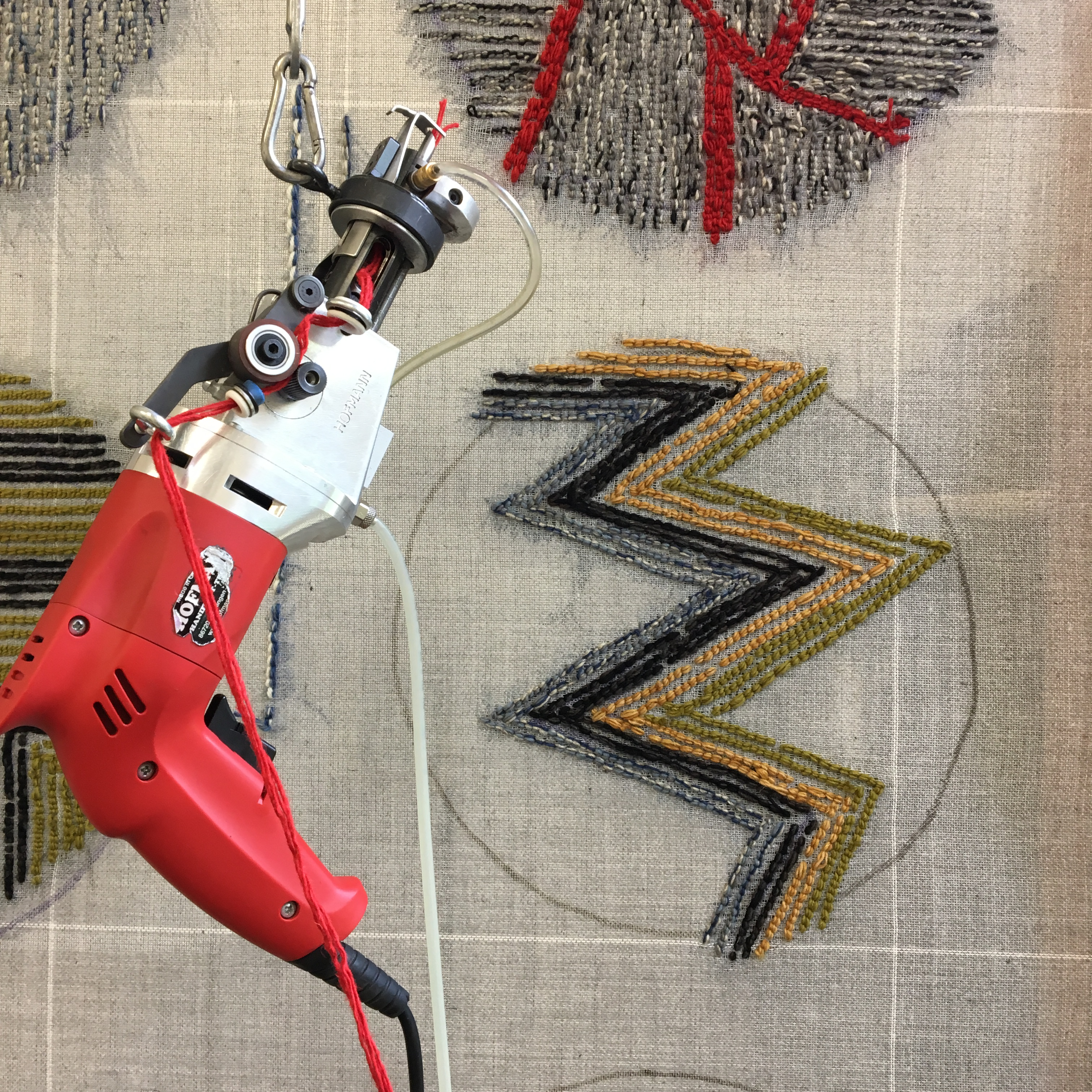
Pistole s pneumatickým pohonem